# Nino Marino
Nino Marino (...) è uno scrittore, sceneggiatore e drammaturgo italiano.

## Filmografia

### Cinema

#### Sceneggiatore
- Io e lui, regia di Luciano Salce (1973)
- Porgi l'altra guancia, regia di Franco Rossi (1974)
- Biancaneve & Co., regia di Mario Bianchi (1982)
- Il trono di fuoco, regia di Francesco Prosperi (1983)
- Razza violenta, regia di Fernando Di Leo (1984)
- Carabinieri si nasce, regia di Mariano Laurenti (1986)
- Miss Arizona, regia di Pál Sándor (1987)
- La casa del sorriso, regia di Marco Ferreri (1991)
- Un orso chiamato Arturo, regia di Sergio Martino (1992)
- In camera mia, regia di Luciano Martino (1992)
- Festival, regia di Pupi Avati (1996)
- Chiavi in mano, regia di Mariano Laurenti (1996)
- Il più lungo giorno, regia di Roberto Riviello (1997)

#### Regista e sceneggiatore
- Un uomo americano (1976)

### Televisione
- Il commissario Raimondi, regia di Paolo Costella - miniserie TV (1999)
- Non ho l'età, regia di Giulio Base - miniserie TV (2001)

## Teatro

### Autore
- Un angelo calibro 9, regia di Arnoldo Foà, con Rosanna Schiaffino e Arnoldo Foà (1977-1978)
- Gente di facili costumi, di Nino Manfredi e Nino Marino, con Nino Manfredi e Pamela Villoresi (1988)
- Mille scuse, di Gino Rivieccio e Nino Marino, regia di Vito Molinari, con Gino Rivieccio (1995)
- Bentornata passerella, di Gino Rivieccio e Nino Marino, con Gino Rivieccio e Pamela Prati (1996-1997)
- È stata una festa bellissima, con Giovanna Ralli e Antonio Casagrande (1997-1998)
- I soldi non servono a niente, regia di Claudio Boccaccini, con Francesco Pannofino ed Emanuela Rossi (2012)

### Traduzione e adattamento
- Il mistero dei bastardi assassini, di Robert Thomas, regia di Guglielmo Ferro, con Arturo Brachetti (1993)
- L'anatra all'arancia, di Marc-Gilbert Sauvajon e William Douglas-Home, regia di Patrick Rossi Castaldi, con Marco Columbro e Barbara De Rossi (1999)
- Do you like Las Vegas?, di Frank D. Gilroy, regia di Patrick Rossi Gastaldi, con Johnny Dorelli (2002-2003)
- Va tutto storto, di Olivier Lejeune, con Gianluca Ramazzotti e Fabio Ferrari (2006)
- Sul lago dorato, di Ernest Thompson, con Arnoldo Foà e Erika Blanc (2006-2008)
- Indovina chi viene a cena?, di William Arthur Rose, con Gianfranco D'Angelo, Ivana Monti, regia di Patrick Rossi Castaldi (2006)
- Spirito allegro, di Noël Coward, regia di Patrick Rossi Gastaldi, con Corrado Tedeschi e Debora Caprioglio (2011)
- Alla stessa ora, il prossimo anno, di Bernard Slade, regia di Giovanni De Feudis, con Marco Columbro e Gaia De Laurentiis (2014-2015)

## Programmi TV
- Premiatissima (Canale 5, 1985)
- Va' pensiero (Rai 3, 1987-1989) conduttore